# Andrei Girotto
Andrei Girotto (* 17. Februar 1992 in Bento Gonçalves) ist ein brasilianischer Fußballspieler. Der Innenverteidiger steht seit 2023 bei al-Taawoun in Saudi-Arabien unter Vertrag.

## Karriere

### Verein
Girotto spielte zunächst in Brasilien beim unterklassigen CA Metropolitano. 2013 wechselte er zu Tombense FC. In den folgenden Jahren wurde er für jeweils maximal ein Jahr an América Mineiro, Palmeiras São Paulo und Chapecoense in Brasilien, und an Kyōto Sanga in Japan verliehen. Im Sommer 2017 wechselte Girotto für eine Ablöse in Höhe von 2,3 Millionen Euro zum FC Nantes. Hier debütierte er am 19. August 2017 im Spiel gegen ES Troyes AC. Bei Nantes besitzt Andrei Girotto einen Vertrag bis Juni 2024.
Im August 2023 wechselte der Spieler zum al-Taawoun nach Saudi-Arabien.

## Erfolge
Palmeiras
- Brasilianischer Pokalsieger: 2015

Chapecoense
- Staatsmeisterschaft von Santa Catarina: 2017

FC Nantes
- Französischer Pokalsieger: 2022